# Comaserica fuliginosa
Comaserica fuliginosa är en skalbaggsart som beskrevs av Blanchard 1850. Comaserica fuliginosa ingår i släktet Comaserica och familjen Melolonthidae. Inga underarter finns listade i Catalogue of Life.